# Heinz Burt
Heinz Burt (Detmold, 24 juli 1942 – Southampton, 7 april 2000) was een Engelse basgitarist en later onder de naam Heinz ook een zanger.

## Levensloop
Heinz Burt werd geboren in Duitsland als zoon van een Duitse vader en een Engelse moeder. Zijn vader overleefde de Tweede Wereldoorlog niet en zijn moeder verhuisde met hem naar Eastleigh bij Southampton toen hij zeven was. Daar heeft hij het grootste deel van zijn leven gewoond.
Nadat hij een tijdje had gespeeld in een groep met de naam The Falcons, trad Heinz Burt in 1961 als basgitarist toe tot de groep The Tornados, die nauw samenwerkte met de muziekproducent Joe Meek. De grootste hit van de groep was het instrumentale nummer Telstar, dat uitkwam in 1962, op een moment dat net de communicatiesatelliet Telstar was gelanceerd. Het nummer haalde zowel in Engeland als in de Verenigde Staten de eerste plaats. Wereldwijd werden er meer dan vijf miljoen exemplaren van het singletje verkocht.
In 1963 begon Heinz Burt op aanraden van Joe Meek een solocarrière als zanger. Met zijn geblondeerde haren (een idee van Meek) was hij een opvallende verschijning op het podium. Hij kreeg zijn eigen begeleidingsgroep, The Wild Boys, met een jonge Ritchie Blackmore op gitaar. Een tournee met Gene Vincent en Jerry Lee Lewis was voor hem een slechte start. Het publiek van rock-'n-roll-liefhebbers jouwde hem uit en bekogelde hem met witte bonen (H.J. Heinz Company was in Engeland befaamd om zijn ‘Heinz Baked Beans’, witte bonen in tomatensaus).
Daarna leek Heinz' carrière zich voorspoedig te ontwikkelen. Zijn tweede single, Just Like Eddie, bereikte in 1963 de vijfde plaats in de Britse hitparade. Het was een eerbetoon aan Eddie Cochran, geschreven door Geoff Goddard, een componist en liedjesschrijver die vaak met Meek samenwerkte. Ook de langspeelplaat Tribute to Eddie was een succes: de twaalfde plaats in de UK Albums Chart in 1964. Heinz trad op als zanger en acteur in de muziekfilm Live It Up!, waarin ook Gene Vincent en Kenny Ball optraden en een jonge Steve Marriott een acteursrol vervulde.
Toen stagneerde Heinz’ solocarrière. Twee platen, Country Boy (1963) en You Were There (1964), haalden de lagere regionen van de Britse top dertig. Verdere successen bleven uit.
Heinz woonde tussen 1963 en 1966 bij Joe Meek in huis. Er gingen geruchten over een homoseksuele relatie, maar zowel Heinz zelf als zijn (latere) vrouw Della hebben die geruchten tegengesproken. Heinz bezat een geweer, dat hij gebruikte om op vogels te schieten. Meek nam in 1965 het geweer in beslag en bewaarde het onder zijn bed. Met dat geweer zou Joe Meek later, op 3 februari 1967, zijn hospita en zichzelf doodschieten. Heinz is daarna wel door de politie ondervraagd, maar hij werd onschuldig bevonden.
In 1966 brak Heinz met Meek. Vanaf dat moment viel hij als sessiemuzikant in bij diverse groepen. In 1975 deed hij bijvoorbeeld mee met een ‘remake’ van Telstar met zijn oude maats van The Tornados. Daarnaast speelde hij rollen in tv-series, films, revues en muzikale komedies. In latere jaren trad hij vaak op in het nostalgiecircuit. Een tijdlang liep het niet zo hard met optredens en werkte hij bij de vestiging van Ford in Southampton.
In de jaren negentig ontwikkelde Heinz Burt de ziekte amyotrofe laterale sclerose, waardoor hij in een rolstoel terechtkwam. Toch bleef hij in zijn rolstoel incidenteel optreden. De laatste keer was op 24 maart 2000 in de Bishops Waltham Club bij Southampton. Op 7 april 2000 overleed hij na een hersenbloeding.
Zijn woonplaats Eastleigh eerde hem met een straatnaam: Heinz Burt Close.